# Vie militaire de Lille
La vie militaire de Lille est aujourd'hui principalement marquée par la présence du Commandement de la force et des opérations terrestres et du Corps de réaction rapide-France au sein de la citadelle de Lille.

## Unités actuellement stationnées à Lille

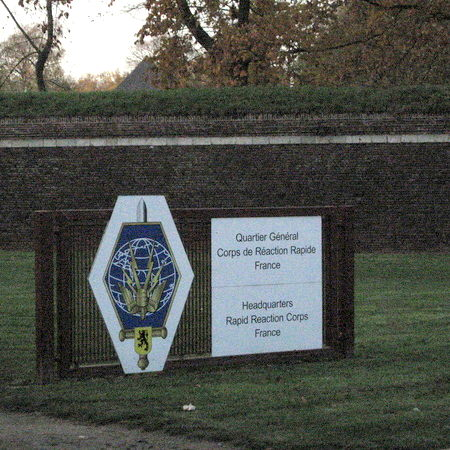
Corps de réaction rapide France, Citadelle de Lille.

- Groupement de soutien de la base de défense de Lille (GSBdD LLE), issu de la transformation du 43e régiment d'infanterie, présent à Lille depuis 1871
- Commandement de la force et des opérations terrestres (CFOT), depuis sa création, le 30 juin 1998
- État-major Interarmées de la Zone de défense (EMIA / ZD) Nord, depuis sa création en 2000
- Corps de réaction rapide-France (CRR-FR), depuis sa création, le 1er juillet 2005
- Commandement de l’appui et de la logistique de théâtre, depuis sa création, le 1er janvier 2024
- État-major de la région de Gendarmerie des Hauts-de-France.

## Unités ayant été stationnées à Lille
- 1re légion de gendarmerie, 1906
- 19e régiment de chasseurs à cheval, 1896 - 1901
- 6e régiment de chasseurs à cheval, 1906 - 1928
- 16e bataillon de chasseurs à pied, 1877 - 1913
- 1er escadron du train des équipages militaires
- 2e escadron régional du train (devenue ensuite 3e compagnie du 43e régiment d'infanterie).
- 52e bataillon de transmissions, de 1991 à 1994
- État-major de la 1re région militaire, 1874 - août 1939 (jusqu'à ?)
- État-major de la 2e région militaire jusqu'à sa dissolution
- État-major du 1er corps d'armée, 1906 - 1913 (jusqu'à ?)
- État-major de la 1re division d'infanterie, (depuis ?) 1913 - 1928
- État-major de la 1re division d'infanterie motorisée, à partir de 1928
- État-major de la 2e division d'infanterie, (depuis ?) 1913 - 1928
- 3e corps d'armée, 1984 - 1998
- Brigade du génie du 3e corps d'armée, 1993 - 1997
- Brigade de transmissions, 1994 - 1997
- 3e brigade d'artillerie, 1994 - 1997
- 3e brigade aéromobile, 1995 - 1997
- Brigade logistique du 3e corps d'armée, 1995 - 1998
- Commandement de la maintenance des forces, 2016 - 2024
- Commandement de la Logistique des forces, 2016 - 2024

## Distinctions
- La Légion d'honneur en 1900
- La Croix de guerre 1914-1918
- La Croix de guerre 1939-1945
- L'Ordre portugais de la Tour et de l'Épée en 1920